# Menophra knightaria
Menophra knightaria là một loài bướm đêm trong họ Geometridae.